# 漏卢
漏卢（学名：Echinops grijsii），又名山防风，为菊科漏卢属下的一个种。

## 扩展阅读
[在维基数据编辑]
 《欽定古今圖書集成·博物彙編·草木典·漏盧部》，出自陈梦雷《古今圖書集成》